# Ortygospiza atricollis
Ortygospiza atricollis là một loài chim trong họ Estrildidae.